# Jordi Agustí
Jordi Agustí Ballester (Barcelona, 1954) es un paleontólogo español especializado en mamíferos cenozoicos y evolución humana.

## Biografía
Se doctoró en Ciencias Biológicas por la Universidad de Barcelona en 1981 bajo la dirección de Miquel Crusafont i Pairó con su tesis Roedores Miomorfos del Neógeno de Cataluña. De 1985 a 2005 fue director del Instituto de Paleontología Miquel Crusafont. Desde 2005 es profesor de investigación de la Institución Catalana de Investigación y Estudios Avanzados (ICREA) en la Universidad Rovira i Virgili, primero en el Área de Prehistoria y desde 2007 en el Instituto Catalán de Paleoecología Humana y Evolución Social.
En 1976, junto con Josep Gibert i Clols y Narciso Sánchez, descubrió el yacimiento de Venta Micena en la localidad de Orce (Granada), donde organizaron una campaña de excavación con Salvador Moyà-Solà y Joan Pons-Moyà. Allí se descubrió en 1982 el fragmento de cráneo siglado como VM-0, e inicialmente identificado como perteneciente al género Homo, el denominado hombre de Orce. Sin embargo la adscripción del fósil a un humano no está clara: tras posteriores análisis, Agustí y Moyà-Solà publican en 1987 su posible pertenencia a un individuo juvenil del género Equus, lo que desatará una intensa controversia.
Sus trabajos de investigación se han centrado en el estudio de los mamíferos extintos, desde la doble vertiente evolutiva y paleoecológica, y ha dirigido diversos proyectos europeos así como campañas paleontológicas en el norte de África y Georgia.
Tiene publicados más de 250 trabajos en revistas científicas sobre fósiles de micromamíferos del Cenozoico europeo.
En 1999 ingresó en la Real Academia de Ciencias y Artes de Barcelona. En 2003 recibió la Medalla Narcís Monturiol al mérito científico y tecnológico de la Generalidad de Cataluña.

## Obra
- Agustí, Jordi (1994) La evolución y sus metáforas. Tusquets Editores. Metatemas, 33: 216 págs. ISBN 978-84-7223-414-7
- — (1995) Fòssils. A la recerca del temps perdut. Edicions de La Magrana. L'Esparver Ciència. ISBN 84-7410-828-4
- — y Antón, M. (1996) Memoria de la Tierra. Ediciones del Serbal. ISBN 84-7628-195-1
- — (coord.) (1992) Global events and Neogene evolution of the Mediterranean. Inst. Paleontología M. Crusafont, Diputación de Barcelona. Paleontologia i Evolució, 24-25
- — y Werdelin, Lars (coords.) (1995) Influence of climate on faunal evolution in the Quaternary. Polskiej Akademii Nauk, Instytut Systematyki i Ewolucji Zwierząt. 175 págs. ISBN 978-83-901631-2-3
- — (coord.) (1996) La lógica de las extinciones. Tusquets Editores. Metatemas, 42: 150 págs. ISBN 978-84-7223-945-6
- Wagensberg, Jorge y Agustí, Jordi, ed. (1998). El progreso. ¿Un concepto acabado o emergente?. Metatemas, 52. Barcelona: Tusquets Editores. p. 339. ISBN 84-8310-569-1.
- — y Antón, M. (2002) Mammoths, sabertooths, and hominids. 65 million years of mammalian evolution in Europe. Columbia University Press. ISBN 978-0-231-11640-4
- — (2002) El secret de Darwin. Rubes Editorial. 144 págs. ISBN 978-84-497-0141-2. Premio de Literatura Científica de la Fundación Institución Catalana de Apoyo a la Investigación.
- — (2003) Fósiles, genes y teorías. Diccionario heterodoxo de la evolución. Tusquets Editores. Metatemas, 77: 280 págs. ISBN 978-84-8310-862-8
- — y Lordkipanidze, D. (2005). Del Turkana al Cáucaso. La evolución de los primeros pobladores de Europa. Barcelona: RBA Libros, National Geographic. p. 263. ISBN 84-8298-352-0.
- — (2010) El ajedrez de la vida. Una reflexión sobre la idea de progreso en la evolución. Editorial Crítica. Drakontos. 276 págs. ISBN 978-84-9892-051-2
- — y Antón, M. (2010) La gran migración. La evolución humana más allá de África. Aguilar. 350 págs. ISBN 978-84-03-09913-5 [2.ª ed. Editorial Crítica, 2011. ISBN 978-84-9892-200-4]